# ボートゥール (航空機)

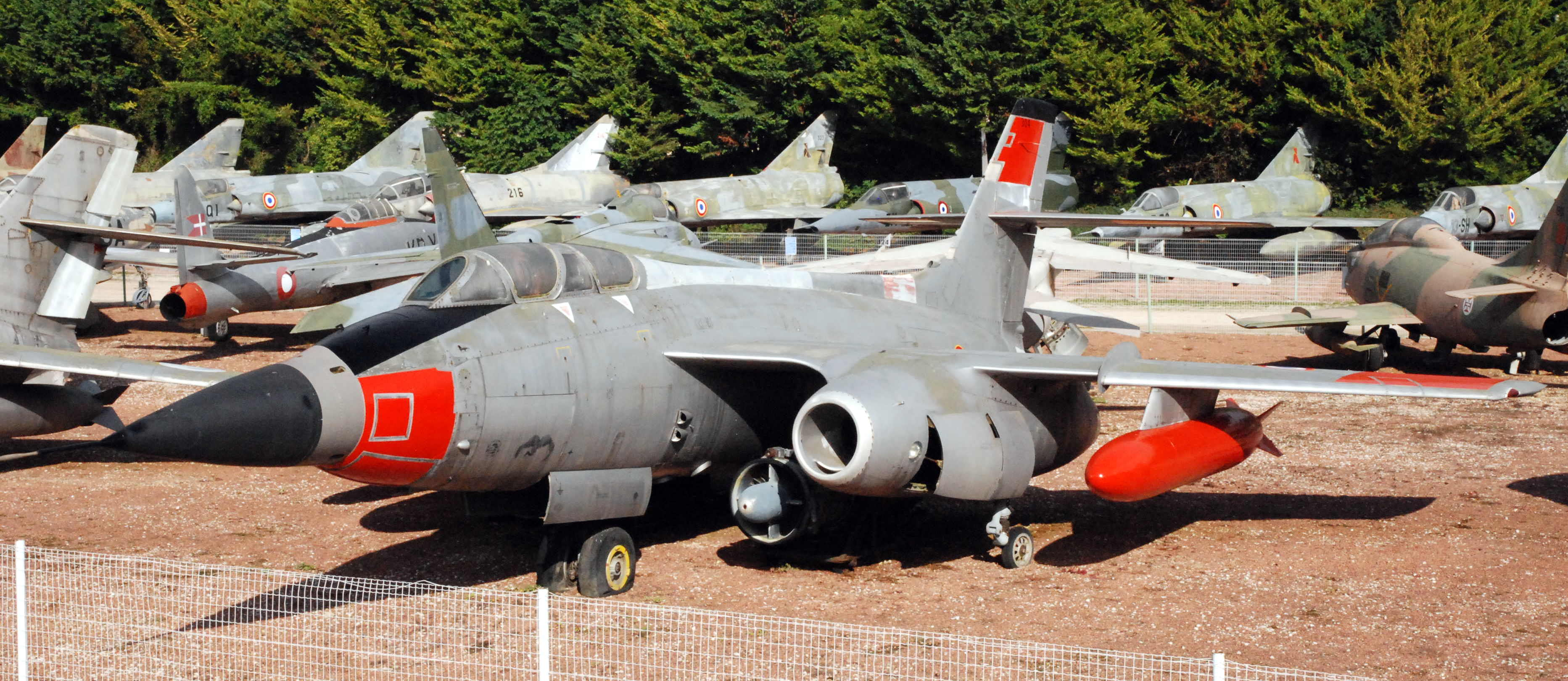
ボートゥールIIN

S.O.4050ボートゥール (Vautour) は、フランスのシュド・ウエスト（SNCASO）社が開発した戦闘爆撃機である。主翼の両側にエンジンポッドを配置した双発のジェット機で、胴体の前後にタンデム式の降着装置を有していた。1952年に初飛行し、その後すぐに量産命令が出された。
量産型はボートゥールIIと呼ばれ、1979年まで運用された。全天候戦闘機型、攻撃機型、爆撃機型の3つの型式があったが、生産機数の約半分が全天候戦闘機型であった。なお、「ボートゥール」は英語の「ヴァルチャー」と同様、ハゲタカという意味である。

## 概要
低空爆撃機、全天候迎撃機、近接戦術支援機、偵察機として兼用できる航空機というフランス空軍の要求に基づいて、1951年6月から設計を開始。単座攻撃機型のA型、複座爆撃機型のB型、複座全天候戦闘機型のC型の3種があり、最初にC型の試作機SO.4050-01が1952年10月16日に初飛行した。その後、A型の試作機SO.4050-02が1953年12月16日に、B型の試作機SO.4050-03が1954年12月5日に初飛行し、6機の前量産型の製造の後1957年に量産が開始された。ただしC型は量産時にN型に名称変更されている。
A型は30mm機関砲4門を固定武装とし、胴体内爆弾庫と主翼下に爆弾を搭載可能だった。しかし30機製造されたA型はフランス空軍では実戦配備されず、試験機として使用された。
B型は機首に爆撃手用のキャノピーがあるのが特徴で、爆弾搭載量はA型と同じであった。40機が製造され、フランス空軍初の核攻撃機としてミラージュIVが配備されるまで戦略航空軍団で使用された。
N型は機首にレーダーを搭載し、30mm機関砲4門に加えて爆弾庫を転用した兵器庫に68mmロケット弾を116発携行できた。後に主翼下にR.511空対空ミサイルも装備可能になっている。当初は140機の発注があったが製造されたのは70機で、その多くは第30全天候航空団に配備された。

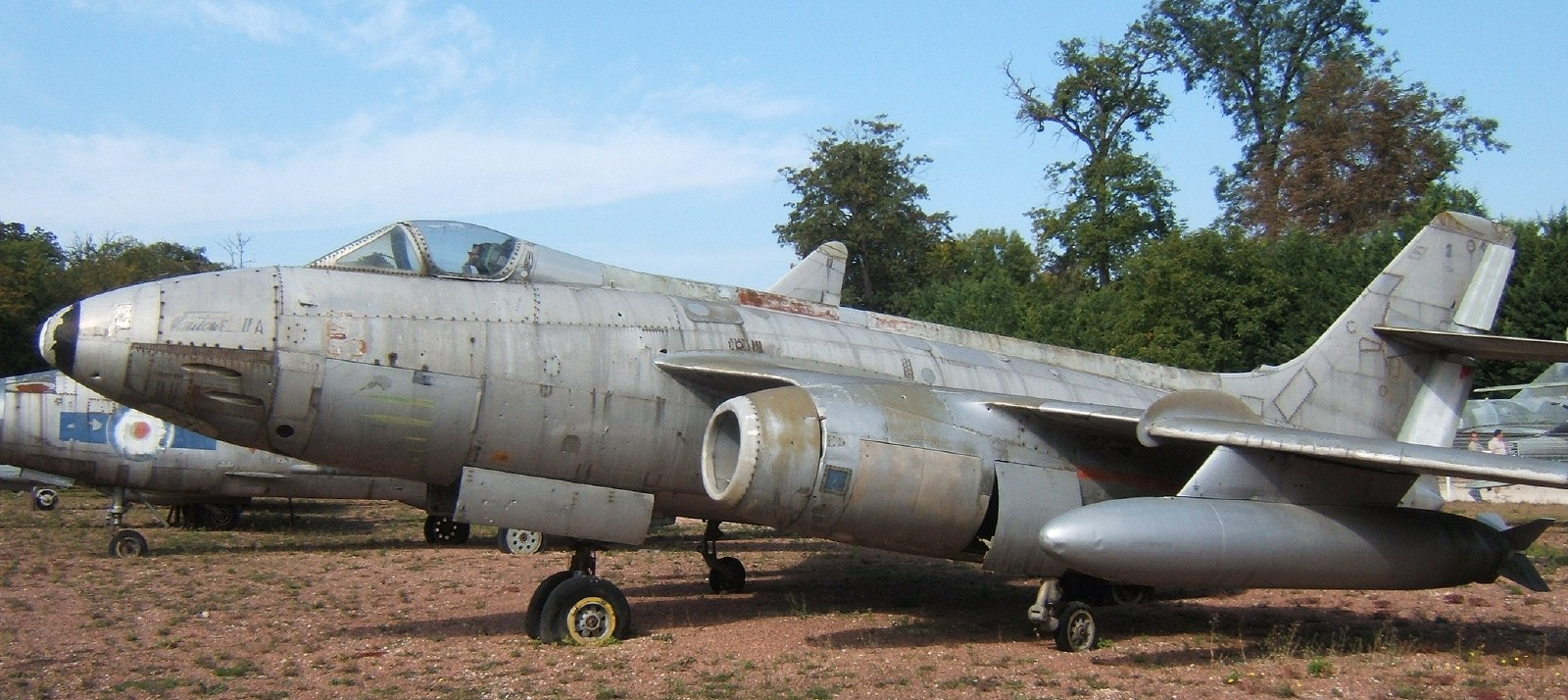
ボートゥールIIA
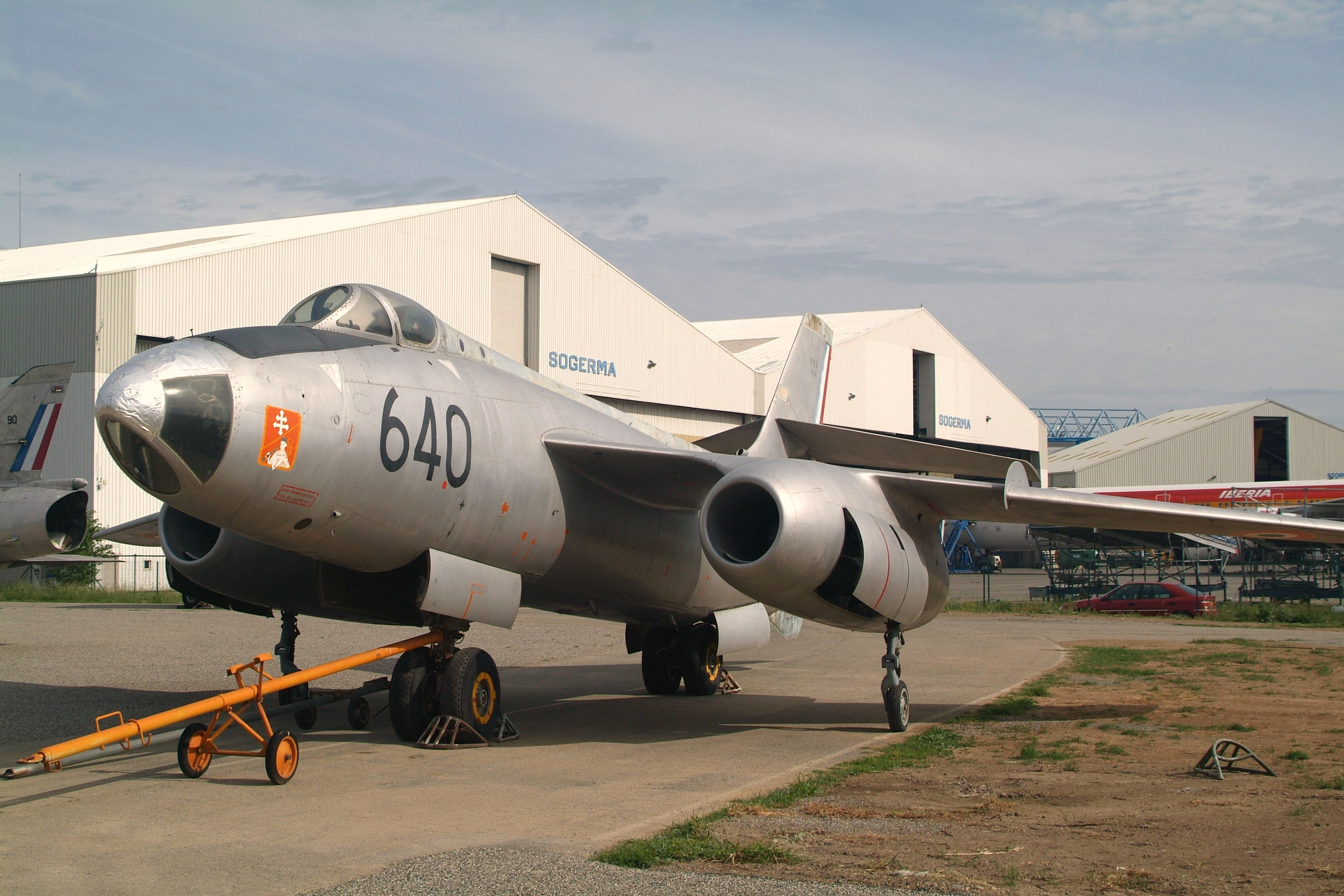
ボートゥールIIB
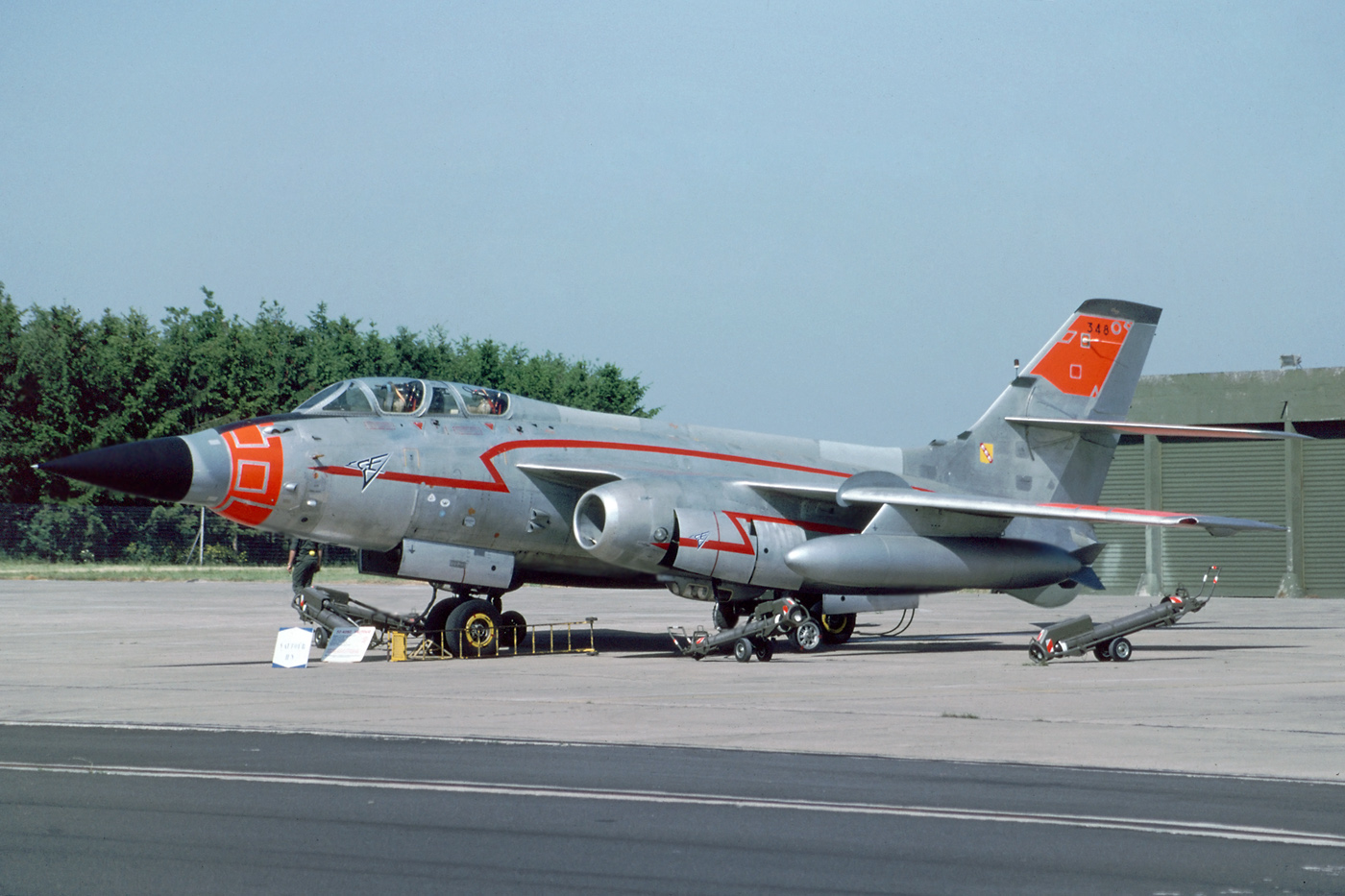
ボートゥールIIN

## イスラエルにおける運用
ボートゥールIIは母国フランス以外ではイスラエルに輸出されており、1967年の第三次中東戦争で実戦投入されている。
イスラエル空軍への導入契約（各タイプあわせて28機）は1957年に行われ、1958年に17機のA型と4機のB型がラマト・ダヴィド空軍基地の第110飛行隊に、6機のN型がテルノフ空軍基地の第119飛行隊に配備された。1963年になると第119飛行隊のN型は第110飛行隊に移管されたが、この際N型の夜間戦闘用レーダーは取り外され、A型と同じ対地攻撃機として運用される事となった。
1967年の第三次中東戦争に第110飛行隊のA型およびN型が実戦投入され、初日に1機がシリア上空で撃墜されたが、翌日にはイラク軍のホーカー ハンターを撃墜する戦果を挙げた。これはボートゥールによる唯一の空対空戦闘における撃墜記録である。イスラエル空軍のボートゥールIIは1970年から1972年にかけて退役し、アメリカ製のA-4 スカイホークに更新された。

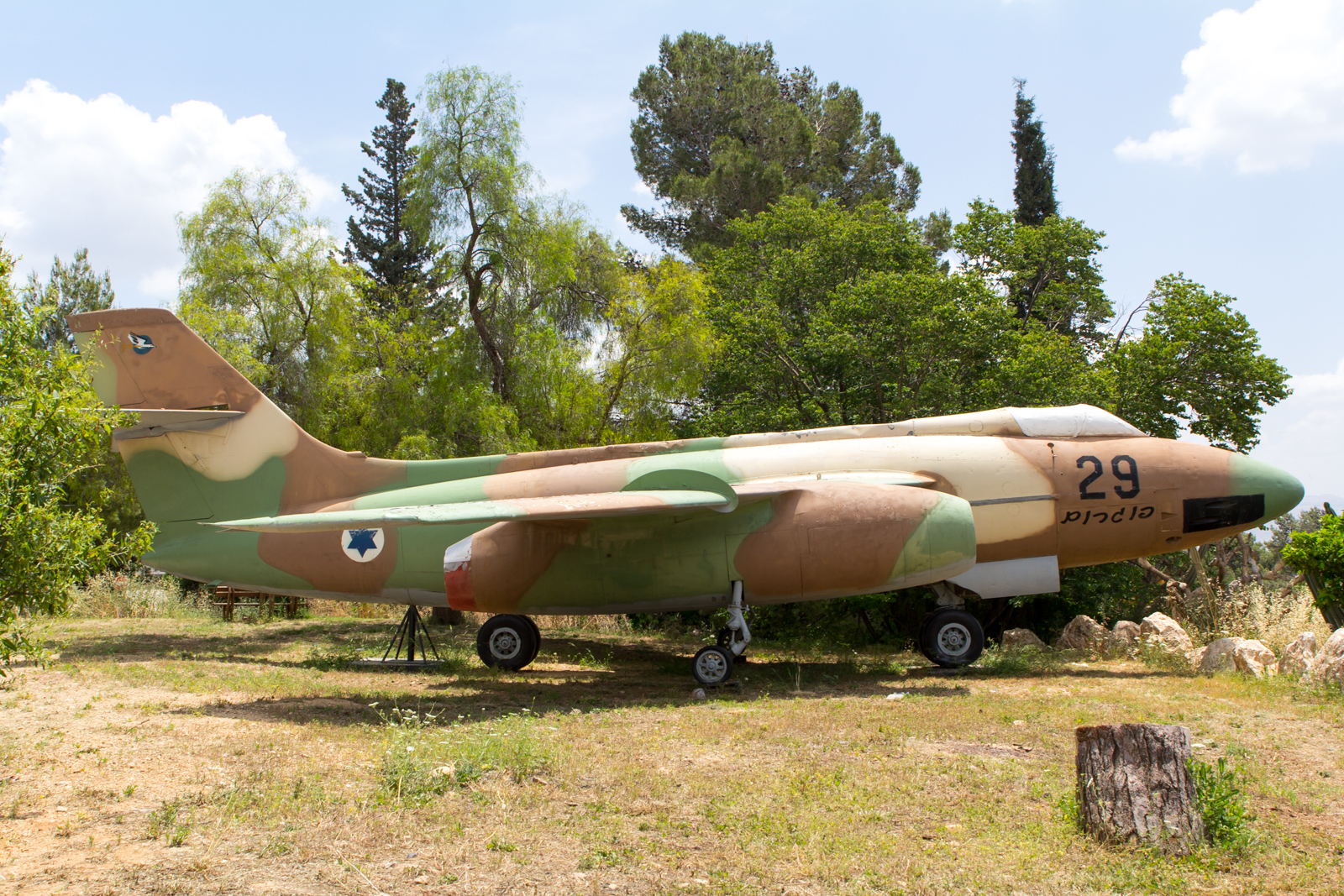
砂漠迷彩の施されたイスラエル軍のボートゥールIIA
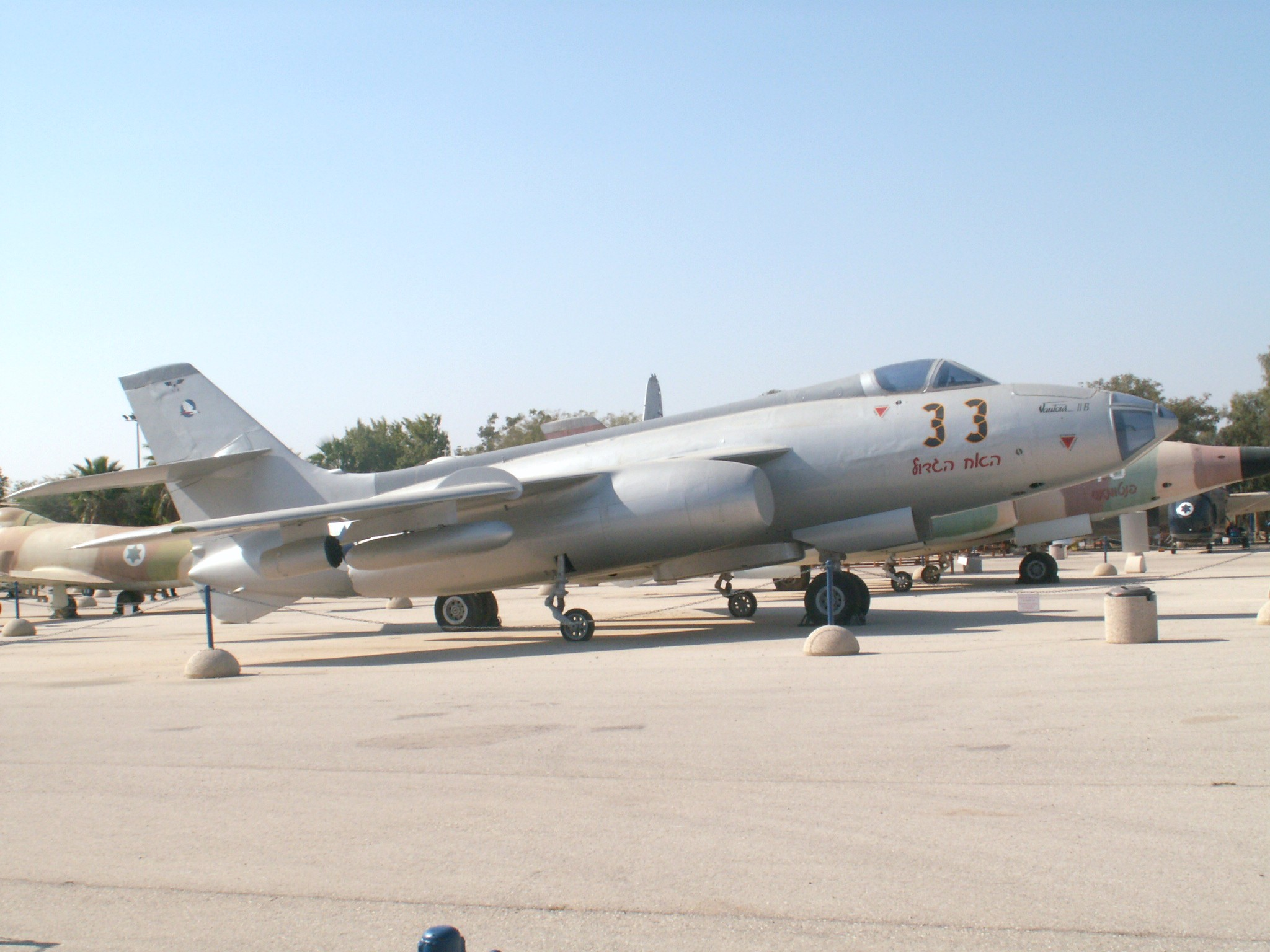
イスラエル空軍博物館に展示されているボートゥールIIB
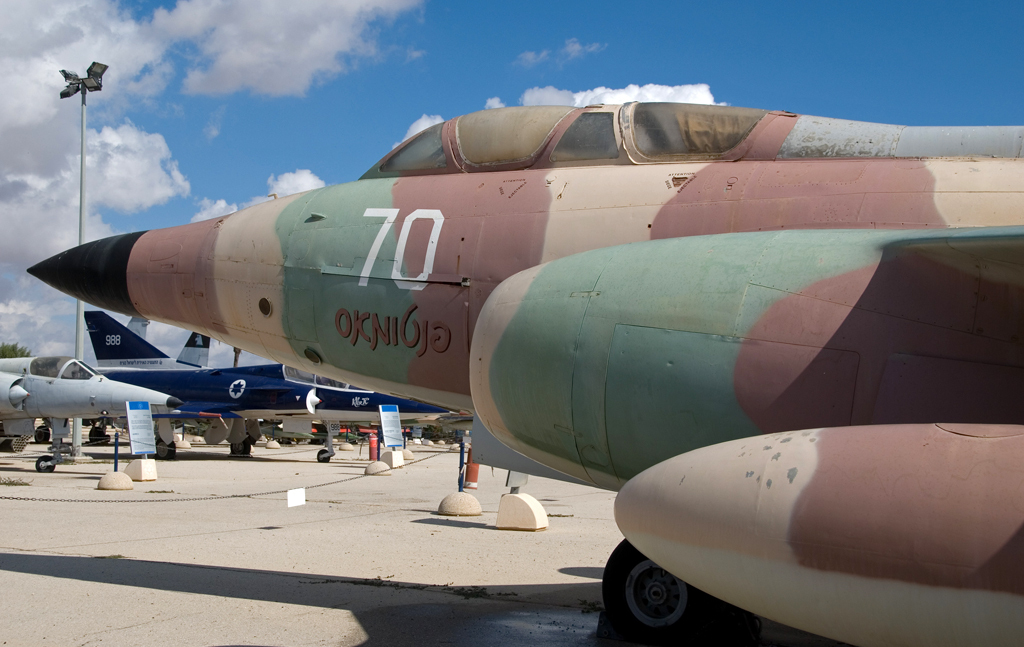
イスラエル空軍博物館に展示されているボートゥールIIN

## 派生型
- ボートゥールⅡA:機関砲と爆弾を主武装にした単座の長距離仕様の戦闘攻撃機型。
- ボートゥールⅡN：2座席の全天候型迎撃機で、機首にDRAC-25AIまたはDRAC-32AIレーダーを装備する。機関砲、空対空ミサイル、および無誘導ロケットを装備。
- ボートゥールⅡ-1N:仕様を改めたⅡN。
- ボートゥールⅡB：内部と翼下のパイロンに爆弾を運ぶための、ガラス張りの機首を備えた複座の爆撃機。
- ボートゥールⅡBR：カメラを装備した偵察機型。
- ボートゥールⅡBN：ECM機器を搭載した電子戦機型。
- ボートゥールⅡB-Ⅱ：標的曳航機型。

## スペック
- 全長: 15.57 m
- 全巾: 15.10 m
- 全高: 4.94 m
- 翼面積: 45.0 m2
- 空虚重量: 14,900 kg
- 最大離陸重量: 20,700 kg

三面図

- エンジン: スネクマ アター101E-3ターボジェットエンジン×2基　推力3,500kg
- 最大速度: 951 km/h
- 航続距離: 2,420 km
- 武装:
- DEFA 30mm機関砲×4門
- 68mmロケット弾×116発
- 450kg爆弾×6発
- SNEB 68mmロケット弾×4発
- R.530短距離空対空ミサイル×4発
- ナパーム弾×4発(翼下パイロン)
- カメラパック(偵察機型)
- 1,500リットル内部燃料タンク(爆弾層に内蔵)
- 翼下増槽×2本
- 乗員: 1名(一部は2名)

- 各形式の側面図

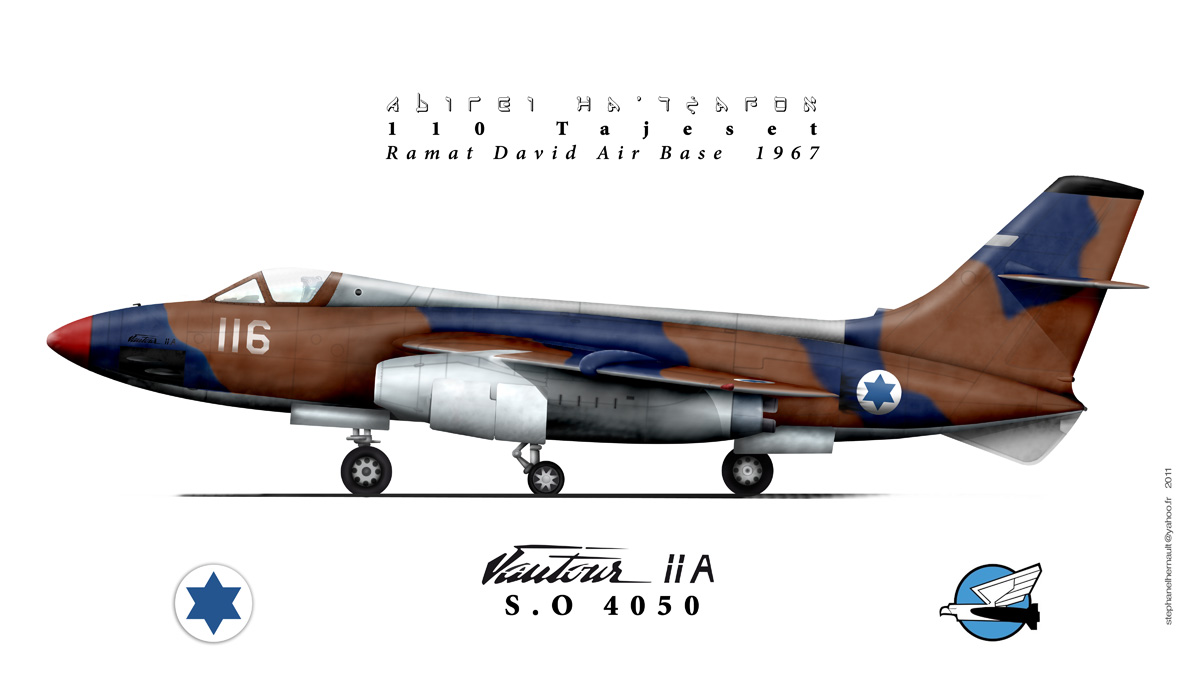
ボートゥールIIA
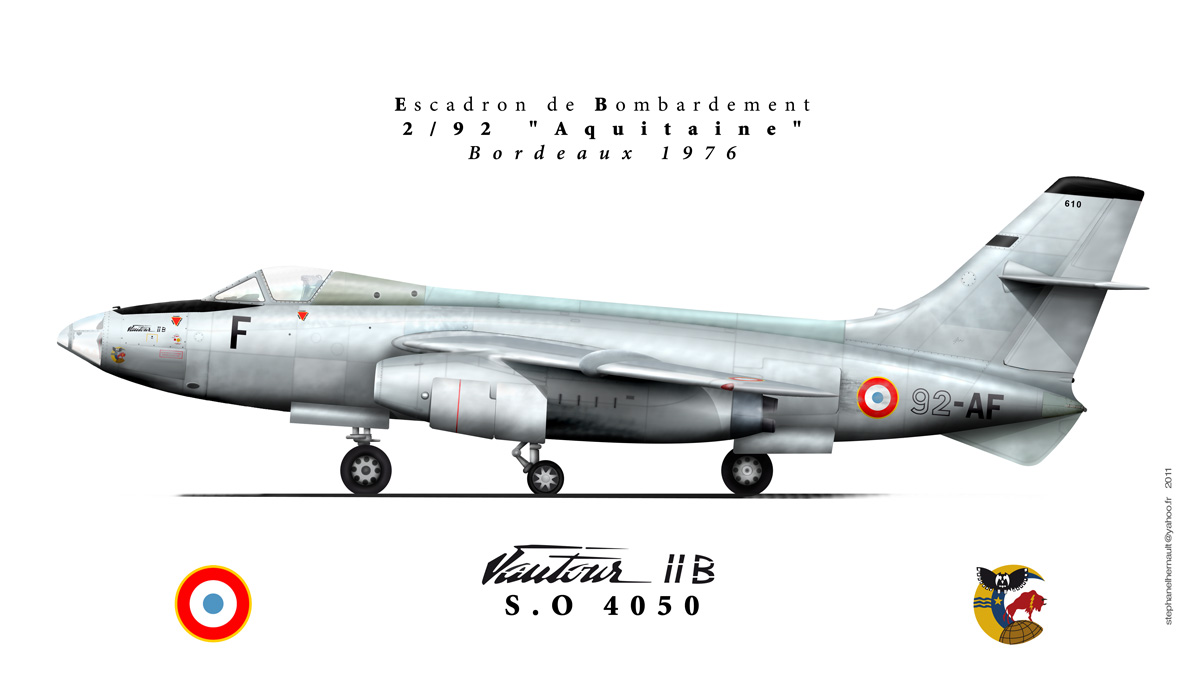
ボートゥールIIB
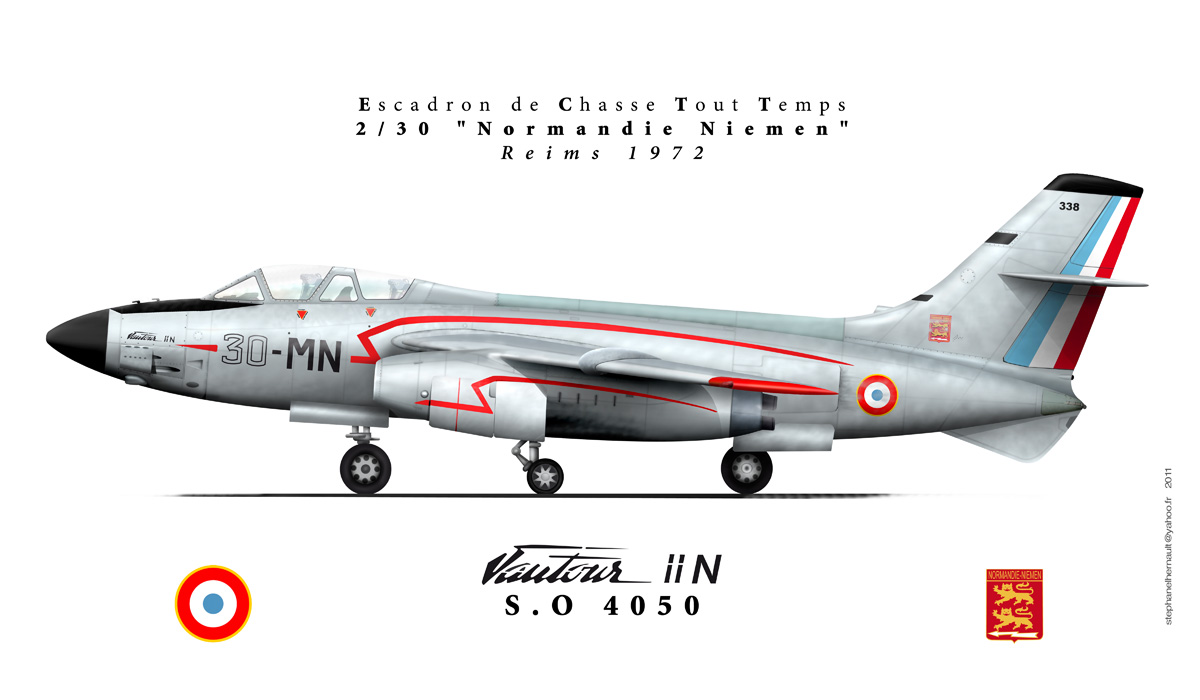
ボートゥールIIN